# My Song Your Song
My Song Your Song é o terceiro álbum de estúdio (ou o sexto, contando-se os indies) da banda japonesa Ikimono-gakari. Foi lançado no Japão em 24 de dezembro de 2008. Ficou em primeiro lugar na Oricon Albums Chart, permanecendo na parada por 90 semanas.

## Faixas
O álbum contém as seguintes faixas:
1. Planetarium (プラネタリウム) – 5:58
2. Kimagure Romantic (気まぐれロマンティック) – 4:04
3. Blue Bird (ブルーバード) – 3:38
4. Spice Magic (スパイス・マジック) – 4:47
5. Kagebōshi (かげぼうし) – 4:49
6. Kaeritaku Natta yo (帰りたくなったよ) – 6:07
7. Message – 4:21
8. Happy Smile Again – 4:31
9. Kuchizuke (くちづけ; Kiss) – 4:23
10. Boku wa Koko ni Iru (僕はここにいる) – 5:05
11. Pugiugi (プギウギ) – 4:37
12. Maboroshi (幻; Illusion) – 5:57
13. Kokoro no Hana o Sakaseyō (心の花を咲かせよう) – 4:45
14. Kaeritaku Natta yo -acoustic version- (帰りたくなったよ -acoustic version-) (Bonus Track) – 4:14